# قلعه اسفزار

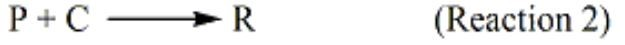
نمایی از قلعه تاریخی روستای اسفزار

قلعه تاریخی اسفزار برفراز بلندای تپه‌ای در وسط روستای اسفزار از جمله قلعه‌های خشتی و گلی با حصار خارجی و برج‌هایی در چهارگوشه می‌باشد که ظاهراً به عنوان بنایی دفاعی در مقابل حمله مهاجمان و راهزنان بنا شده‌است. قلعه مزبور دارای بارو و چهار برج در چهار گوشه‌است و قدمت آن به اواخر صفویه تا اواخر قاجار برمی‌گردد.